# Amaxia fallax
Amaxia fallax is een beervlinder uit de familie van de spinneruilen (Erebidae). De wetenschappelijke naam van de soort is voor het eerst geldig gepubliceerd in 1998 door de Toulgoët.